# Diablo Immortal
Diablo Immortal — відеогра в жанрах Action/RPG та hack and slash серії Diablo, розроблена як онлайнова гра для мобільних пристроїв студіями Blizzard та NetEase. Гра була анонсована 2018 року та вийшла 2 червня 2022 року на Android, iOS та ПК.

## Ігровий процес
Diablo Immortal зберігає основи класичного для серії ігрового процесу. В грі належить керувати героєм, який знищує численних ворогів, заробляє за золото, спорядження й інші нагороди, та розвиває свої здібності.
Набір персонажів включає такі класи: Варвар, Хрестоносець, Мисливець на демонів, Монах, Некромант і Чарівник. У кожному класі пропонується обрати чоловічу або жіночу стать і риси зовнішності. Персонажі мають характеристики: Стійкість (визначає ефективність власної броні та пробивання ворожої), Інтелект (визначає шкоду, завдавану магією), Сила (визначає шкоду, завдавану фізичною зброєю), Життєздатність (впливає на запас очок здоров'я) і Сила волі (пов'язана з використанням стихій і опором їм). У Diablo Immortal персонажі мають 12 комірок для спорядження. Основне спорядження охоплює предмети, що одягаються на голову, груди, ноги та плечі, а також зброю. Вторинне охоплює аксесуари, руки, ноги та талію.
Кожен предмет має клас рідкості: Звичайний (білий), Магічний (синій), Рідкісний (жовтий), Легендарний (золотий). Предмети можна переробити на ресурси (чарівний пил, осколки та брухт), щоб покращити інші предмети в Коваля. Кожен предмет можна вдосконалити обмежену кількість разів. Додатково його характеристики збільшуються рідкісними самоцвітами.
За виконання сезонних квестів отримуються «бойові очки», але не більше певної кількості на тиждень. Потім зароблені очки можна обміняти на унікальні для поточного сезону предмети. Крім того гравцям доступний магазин, де щодня пропонується невелика безкоштовна нагорода.
Режим PvP передбачає битви 3 на 3, де мета кожної команди — захисти власне Стародавнє Серце та знищити вороже. Досягнувши 30-го рівня розвитку та виконавши один з квестів, гравці можуть об'єднуватися в клани, отримуючи за це ексклюзивні нагороди. Випадковий клан може стати Темним кланом, отримавши доступ до битви 8 на 8 учасників.

## Фабула
Дія події відбувається після подій Diablo II: Lord of Destruction і перед початком Diablo III. Тобто — після битви з демоном Баалом і знищення Світового каменя архангелом Тіраелем у 1265 році місцевого літочислення. Час подій Diablo Immortal припадає на 1270 рік. Уламки зіпсованого Світового каменя все ще зберігають силу і послідовники Диябло прагнуть зібрати їх аби воскресити свого володаря. Під час Diablo Immortal передбачається, що Тіраель мертвий, а люди повинні знайти та знищити осколки розбитого Світового каменя. Завдання їм видає знайомий з попередніх ігор Декард Каїн.

## Оцінки й відгуки
| Агрегатор  | Оцінка                 |
| ---------- | ---------------------- |
| Metacritic | IOS: 67/100 PC: 59/100 |

| Видання       | Оцінка |
| ------------- | ------ |
| Destructoid   | 6/10   |
| Game Informer | 8.5/10 |
| GameSpot      | 6/10   |
| IGN           | 6/10   |
| Jeuxvideo.com | 14/20  |
| PCMag         | [ 14 ] |
| TouchArcade   | [ 15 ] |

Після анонсу гри на BlizzCon 2018, широкий загал сприйняв її негативно. Авдиторія скептично поставилася до мобільної гри у франшизі. Immortal часто порівнювалася з іграми NetEase, як Crusaders of Light і Endless of God, з вказівкою на їхню велику схожість.
Після виходу Diablo Immortal отримала «змішані та посередні» відгуки на агрегаторі Metacritic. Головними позитивними аспектами називалися «веселий» та «захопливий» бій, графіка та інтерфейс, сенсорне керування, та загальний вигляд. Критика була спрямована на сюжет, систему розвитку, що змушує платити реальні гроші, та озвучення.